# Pataskala
Pataskala è un comune degli Stati Uniti d'America, situato nello stato dell'Ohio, nella contea di Licking.